# Digital Public Library of America
De Digital Public Library of America is een portaalsite gevestigd in de Verenigde Staten. De organisatie begon in 2010, en de website gelanceerd in 2013. Bijdragende instellingen omvatten de New York Public Library en de Universiteit van Californië.